# Pacew
Pacew – wieś w Polsce położona w województwie mazowieckim, w powiecie białobrzeskim, w gminie Promna.
Wieś królewska Pacewo położona była w drugiej połowie XVI wieku w powiecie grójeckim ziemi czerskiej województwa mazowieckiego. W latach 1975–1998 miejscowość administracyjnie należała do województwa radomskiego.
Wieś jest sołectwem w gminie Promna. 
W Pacewie urodził się polski filolog klasyczny Stanisław Seliga. Posiadał tam dom letniskowy Jeremi Przybora.